# Decay (luta profissional)
Decay é um grupo (stable) de luta livre profissional que atua na empresa Impact Wrestling, no início era composto por Abyss, Crazzy Steve e Rosemary, atualmente com Black Taurus substituindo Abyss e também incluindo Havok. Eles fizeram sua estreia em 28 de janeiro de 2016 e se separaram em 11 de maio de 2017. Retornando em fevereiro de 2021 com a presença de Black Taurus no lugar de Abyss e incluindo Havok como membra.

## História

### Formação (2016)
No episódio do dia 18 de janeiro de 2016 do Impact Wrestling, Crazzy Steve e Abyss atacaram os então Campeões Mundiais de Duplas da TNA, The Wolves, durante um backstage promo. Na semana seguinte, no dia 26 de janeiro, Rosemary gostaria de fazer sua presença conhecida, levando a uma luta entre Abyss, Crazzy Steve e The Wolves. A luta terminaria em uma desqualificação, mas o trio continuou a atacando a dupla de Richards e Edwards e roubando seus títulos, formando assim, uma nova stable chamada Decay. No episódio de 9 de fevereiro do Impact Wrestling, Decadência desafiou Beer Money e The Wolves para um Monster's Ball match e saiu com a vitória. No episódio de 16 de Março do Impact Wrestling, a Decay desafiou The Wolves em um Monster's Ball match pelo Título Mundial de Duplas da TNA, onde foram derrotados.

### Campeões de duplas (2016)
No dia 12 de abril, a Decay desafiou a Beer Money em uma luta pelo Título Mundial de Duplas da TNA, onde envolveu também Eric Young e Bram e os BroMans, onde acabaram sendo derrotados. No dia 19 de Março, durante as gravações do Impact Wrestling, a Decay derrotou a Beer Money para conquistar o TNA World Tag Team Championship. A decay reteve os títulos contra The BroMans no Slammiversary 2016. 
Após "Broken" Matt Hardy e Brother Nero vencerem um combate para definir os novos #1 contender's pelo TNA World Tag Team Championship contra a Decay no Bound for Glory, a Decay declarou a sua intenção de roubar o filho de Matt Hardy de sua família. No Bound for Glory, a Decay acabou sendo derrotada e perdeu os títulos contra os Hardys.

### Campeã das Knockouts (2016–2017)
Durante as gravações da TNA em outubro, Rosemary atacou a então Campeã das Knockouts Gail Kim. Uma semana mais tarde, foi revelado que a Gail Kim tinha sido lesionada, e por sua vez, foi forçada a abandonar o Campeonato das Knockouts. Rosemary enfrentou jade em uma luta Six Sides of Steel pelo Campeonato das Knockouts, onde cabou derrotando Jade e ganhando seu primeiro título na TNA. No dia 6 de janeiro no One Night Only, Rosemary fez sua primeira defesa de título, derrotando Sienna.

## No wrestling
- Movimentos de finalização
- Abyss
  - Black Hole Slam[9]  (Swinging Side Slam)
  - Shock Treatment (Sitout backbreaker rack drop)[10]
- Crazzy Steve
  - King Kill 33 (Leaping DDT da segunda corda)
- Rosemary
  - Red Wedding (Fireman's carry facebuster)
- Movimentos secundários
  - Asian mist
- Movimentos secundários em dupla
  - Chokeslam (Abyss aplica um chokeslam com Crazzy Steve no adversário)
  - Powerbomb (Abyss aplica um powerbomb com Crazzy Steve no adversário)
- Alcunhas
  - "The Death Dealers"
  - "The Suicide Squad"
- Manager
  - Rosemary
- Temas de entrada
  - "The Nobodies" por Marilyn Manson (TNA; 26 de janeiro de 2016 – 15 de dezembro de 2016)

## Títulos e prêmios
- Lucha Libre AAA Worldwide
  - AAA World Mixed Tag Team Championship (1 vez) – Havok e Steve

- Total Nonstop Action Wrestling / Impact Wrestling
  - TNA World Tag Team Championship (1 vez), Abyss e Steve
  - TNA Knockouts Championship (1 vez, atual) – Rosemary